# Río Anduña

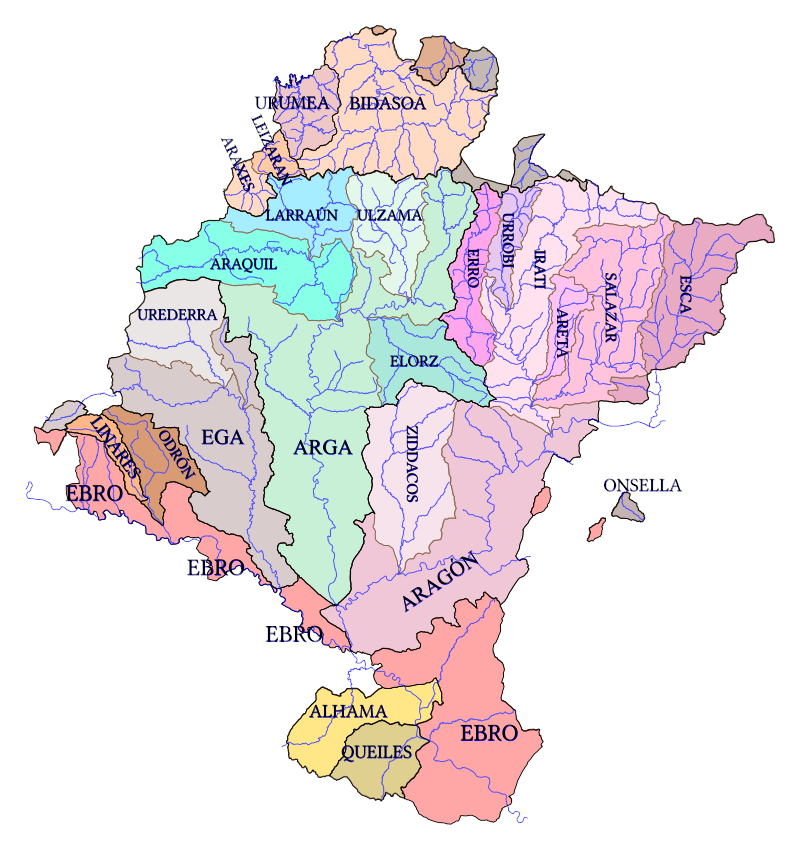
Hidrografía de Navarra - Cuencas. El Salazar se sitúa a la derecha en la parte superior.

El río Anduña es un curso de agua situado al norte de Navarra. Con una longitud de 14,3 km, nace al pie del puerto de Larrau, a 1369 m de altitud, un puerto fronterizo entre España y Francia. Desemboca en el río Salazar, en la pedanía de Iribarren del municipio de Ochagavía, a 748 m de altitud.
A lo largo de su recorrido recibe agua de una cuenca de 60 kilómetros cuadrados, y a su paso por Izalzu recibe un caudal promedio de 1.456 m³/s. Esta cifra generalmente baja a 0,139 en agosto, cuando menos llueve, y sube a 2.760 en el mes de marzo, cuando la lluvia y la nieve son más abundantes. Junto con el río Zatoi, forma el río Salazar.  En su recorrido atraviesa la parte alta del valle de Salazar.